# Courvite de Jerdon
Rhinoptilus bitorquatus
Espèce
Statut de conservation UICN

 CR C2a(ii) : 
En danger critique
Répartition géographique
Le Courvite de Jerdon (Rhinoptilus bitorquatus) est une espèce de limicoles appartenant à la famille des Glareolidae. Il doit son nom au zoologiste Thomas Caverhill Jerdon, alors médecin de l'Armée britannique, qui le découvre en 1848.
C'est un exemple de taxon Lazare : Vers le début des années 1900, l'espèce semble avoir disparu. Il faut attendre 1986 pour qu'elle soit enfin à nouveau observée mais elle n'a plus été revue depuis 2009.
Cet oiseau vit en Andhra Pradesh.

## Habitat
Il habite des forêts et des buissons clairsemés épineux et non épineux, entrecoupés de parcelles de sol nu, dans des contreforts rocheux. Il crie et est actif principalement la nuit.

## Menaces
L'UICN (24 janvier 2023) classe l'espèce en catégorie CR (en danger critique) dans la liste rouge des espèces menacées depuis l'an 2000. Aucun individu n'a été formellement reconnu depuis 2009. 
Son habitat connu devient de plus en plus rare et fragmenté au travers la collecte de bois de chauffage, le pâturage du bétail, l'exploitation de carrières et le défrichement pour l'agriculture et les plantations.

Le piégeage accidentel et opportuniste peut également être un problème. L'habitat de l'espèce a également été menacé par le projet de construction du canal Telugu Ganga (en) dans le district de Cuddapah mais, en 2008, la Cour suprême, ayant déjà interrompu les travaux de construction, a approuvé un nouveau tracé évitant l'habitat restant.